# Ciberatac contra Dyn
El Ciberatac contra Dyn va tenir lloc el 21 d'octubre de 2016 i va consistir en múltiples atacs distribuïts de denegació de servei (atacs DDoS) que tenien com a objectiu els sistemes operats pel proveïdor de Domain Name System (DNS) Dyn, fet que va provocar que grans plataformes i serveis d'Internet i romanguessin no accessibles per un gran nombre d'usuaris d'Europa i Amèrica del Nord.

## Cronologia i impacte
Segons Dyn, l'atac va començar a les 7h del matí (EDT) i es va resoldre a les 21.20h. No obstant això, un segon atac va tenir lloc a les 11.52h i els internautes van començar a reportar dificultats per accedir a les pàgines web. Un tercer atac va començar a la tarda, després de les 16h. A les 18.11h Dyn va comunicar que havien resolt la situació.

## Llocs web afectats
Els llocs web afectats incloïen:
- Airbnb[8]
- Amazon.com[5]
- Ancestry.com[9][10]
- The A.V. Club[11]
- BBC[10]
- The Boston Globe[8]
- Box[12]
- Business Insider[10]
- CNN[10]
- Comcast[13]
- CrunchBase[10]
- DirecTV[10]
- The Elder Scrolls Online[10][14]
- Electronic Arts[13]
- Etsy[8][15]
- FiveThirtyEight[10]
- Fox News[16]
- The Guardian[16]
- GitHub[8][13]
- Grubhub[17]
- HBO[10]
- Heroku[18]
- HostGator[10]
- iHeartRadio[9][19]
- Imgur[20]
- National Hockey League[10]
- Netflix[10][16]
- The New York Times[8][13]
- Overstock.com[10]
- PayPal[15]
- Pinterest[13][15]
- Pixlr[10]
- PlayStation Network[13]
- PingID
- Quora[10]
- Reddit[9][13][15]
- Ruby Lane[10]
- RuneScape[9]
- SaneBox[18]
- Seamless[20]
- Shopify[8]
- Slack[20]
- SoundCloud[8][15]
- Squarespace[10]
- Spotify[9][13][15]
- Starbucks[9][19]
- Storify[12]
- Tumblr[9][13]
- Twilio[9][10]
- Twitter[8][9][13][15]
- Verizon Communications[13]
- Visa[21]
- Vox Media[22]
- Walgreens[10]
- The Wall Street Journal[16]
- Wikia[9]
- Wired[12]
- Wix.com[23]
- Yammer[20]
- Yelp[10]
- Zillow[10]

## Investigació
El Departament de Seguretat Nacional dels Estats Units va iniciar una investigació sobre els atacs, segons una font de la Casa Blanca. Cap grup de hackers es va atribuir la responsabilitat durant l'atac o immediatament després. El cap d'estratègia de Dyn va dir en una entrevista que els atacs als servidors de la companyia eren molt complexos, a diferència dels atacs DDoS de la resta de dies. La doctora Barbara Simons, membre del consell assessor de l'Election Assistance Commission, va dir que els atacs d'aquesta mena podrien afectar el vot per Internet dels militars i els civils que eren a l'estranger.
Dyn donà a conèixer que, d'acord amb Flashpoint i Akamai, l'atac va ser obra d'un botnet coordinat a través d'un gran nombre de dispositius habilitats per la internet de les coses (IoT), incloent càmeres, routers i monitors de nadons que havien estat infectats amb el malware Mirai. Dyn va declarar que estaven rebent peticions malicioses de desenes de milions d'adreces IP. Mirai està dissenyat per a vulnerar la seguretat dels dispositius IoT via atacs de força bruta per fer que es puguin controlar de forma remota. L'investigador en ciberseguretat Brian Krebs va assenyalar que el codi font de Mirai havia estat publicat a Internet en forma de codi obert algunes setmanes abans, cosa que farà més difícil la recerca de l'autor. L'atac perpetrat el 21 d'octubre es va produir tot just hores després que l'analista Doug Dyn Madory presentés els resultats de la investigació sobre atacs similars en una conferència d'operador de xarxa a Dallas.

## Autoria
Segons el lloc web Politico, el grup hacktivista New World Hackers va reclamar la responsabilitat de l'atac en venjança perquè l'Equador havia rescindit l'accés a Internet al fundador de WikiLeaks Julian Assange a la seva ambaixada de Londres, on se li havia concedit dret d'asil. Aquesta afirmació encara ha de ser confirmada oficialment. WikiLeaks va fer al·lusió a l'atac a Twitter, al piular "Assange segueix viu i WikiLeaks encara està publicant. Demanem als simpatitzants que parin de tombar l'Internet dels Estats Units. Heu demostrat el vostre punt." New World Hackers ha assumit l'autoria d'atacs similars en el passat a objectius com la BBC o ESPN.